# پی‌اس‌بنک
پی‌اس‌بنک (انگلیسی: PSBank) شرکت خدمات مالی و بانکداری فیلیپینی است، که در سال ۱۹۵۹ تأسیس شد.